# Yakitate!! Japan
Yakitate!! Japan (焼きたて!!ジャぱん Ja-pan recién horneado?), o Amasando ja-pan es un manga de Takashi Hashiguchi, también adaptado como una serie anime de televisión por Sunrise. El manga se recopiló en 26 tomos tankōbon. La serie televisiva de anime tuvo 69 episodios y se emitió en TV Tokyo y otras cadenas locales de octubre de 2004 a marzo de 2006. La serie ganó el premio Shogakukan Manga Prize (小学館漫画賞?) al mejor shōnen manga de 2004.

## Argumento
La historia se centra en Kazuma Azuma, un niño empeñado en crear el ja-pan, un estilo de pan propio de Japón. Inicialmente va a Tokio, a la cadena de panaderías Pantasía, para mejorar sus habilidades como panadero pero al final termina en competiciones de nivel internacional.
Azuma posee las "manos de Sol" lo que significa que Azuma posee manos más cálidas de lo que es normal en un humano permitiéndole favorecer el fermentado de la masa de pan mientras la amasa de manera manual. Aunque esto le da una ventaja sobre otros competidores, sobre todo al principio de la serie, sus verdaderas armas son su capacidad de innovación y los muchos tipos de ja-pan que ha desarrollado.

## Etimología
El título de la serie es un juego de palabras: Yakitate se traduce como "recién horneado" pero Japan tiene un doble significado, más allá de referirse a la nacionalidad japonesa ("Japan" en inglés). Así, se aprovecha que en japonés el pan se conoce como "pan" para llamar "ja-pan" al estilo japonés de hacer pan, tal como en la serie se denomina al pan italiano (itariapan), alemán (doitsupan) o francés (furansupan).

No Obstante, Algunos Apellidos De 
La Etnia Mapuche Originaria De
Chile. Han Sido Objeto de Burla
Por Parte De Los Que Vieron Este
Anime. Son Los Apellidos "Pan"
Por Ej: Quilapan José Santos Quilapan Coñuepan AJessica Coñuepan Palacios Y Calfipan
"Hermanos Calfipan" De Panguipulli
Aunque el tema principal de la serie es la panadería, las partes que generan más interés son los abundantes juegos de palabras. Son notables las "reacciones" que los jueces de las distintas competiciones sufren al probar un pan delicioso que también están basadas en juegos de palabras difíciles de traducir y de entender para quienes no dominen el idioma japonés o su cultura[cita requerida]. Por ejemplo, en la edición española por parte de Ivrea, la serie se conoce como ¡Amasando! Ja-pan

## Episodios
La serie está dividida en tres grandes arcos
- Batalla, los recién llegados de Pantasia

1. Capítulo 1: El chico de las manos solares
2. Capítulo 2: El día del monte Fuji
3. Capítulo 3: Es el Kurowa-san definitivo
4. Capítulo 4: Hihiin! Haz un pan exquisito
5. Capítulo 5: Delicioso! Una mantequilla decisiva
6. Capítulo 6: Es la tienda principal
7. Capítulo 7: La sorpresa Hattoril! ¡Transformación con la salsa secreta!
8. Capítulo 8: Kawachi-kai - Guanteletes Solares
9. Capítulo 9: No puedo competir contra ti con mi Osaka Pan
10. Capítulo 10: Se abre el telón. Comienza la competición de nuevos empleados
11. Capítulo 11-12: "¡Basura y basura! Kazuma seleccionó la mantequilla peor posible!”, “¿Kazuma descalificado!? Resurrección del borde de la muerte por ultra C!”
12. Capítulo 13: perdón por la espera! meron meron con el pan de melón
13. Capítulo 14: ¡Delicioso! la trampa de pan yakisoba
14. Capítulo 15: El mejor equipo posible. Vamos a ganar con onono komachi-san
15. Capítulo 16: La maravilla verde. Es el mago Kazuma
16. Capítulo 17: La gran batalla decisiva
17. Capítulo 18: Con una pequeña oración. Juramento sobre la tumba
18. Capítulo 19: Las semifinales de pesadilla. La trampa despreciable de yukino
19. Capítulo 20: El indomable espíritu de lucha
20. Capítulo 21: El experimental, histórico y supremo pan... ¡japan #44!
21. Capítulo 22: Antes de la final. La negra sombra que se acerca a Kazuma
22. Capítulo 23-24: “¡Arreglo de cuentas pegajoso! Azuma Kazuma contra Kanmuri Shigeru!”, "¡Vuelo de Meister en el aire! ¡¿Quién será el ganador?!”
23. Capítulo 25: ¡Cómo! Kawachi, el duro entrenamiento de un hombre
24. Capítulo 26: El último encuentro. Las barras de pan danzante y cantante

- Batalla en la Copa Mónaco

1. Capítulo 27: Vamos todos juntos a hacer pan. El japan #2
2. Capítulo 28: ¿¡el hombre de los 10 mil millones de yenes?!
3. Capítulo 29: ataque de cerca. el nacimiento del black-japan
4. Capítulo 30: y ahora Francia. a conseguir la monaco cup
5. Capítulo 31: la crítica situación nada segura. la estrategia rodin prohibida
6. Capítulo 32: este es el nivel mundial. la ruleta que da paso a la tormenta
7. Capítulo 33: Aperitivos a las 3 p. m. el Ja-Pan #21
8. Capítulo 34: Lupan #3. El pan d´epice, estilo kai
9. Capítulo 35: El mundo presta atención. Comienzan las finales de la monaco cup
10. Capítulo 36: Un concurso de velocidad.
11. Capítulo 37: Supervivencia. Panaderos en una isla desierta
12. Capítulo 38-39: ¡“Y ahora debes nadar! Tai-Yaki-Kun de la isla meridional!”, ¡“Una zambullida en infierno! ¡Un nuevo esquema!”!
13. Capítulo 40: El gran error de cálculo de pierrot
14. Capítulo 41: La pregunta de su majestad
15. Capítulo 42: Adivina, adivinanza. La verdad sobre los kaysers
16. Capítulo 43: el enfrentamiento del pan deportivo
17. Capítulo 44: Sobrepasando la velocidad del sonido. Gopan #97
18. Capítulo 45: ¡desnudo, desnudo, desnudo!
19. Capítulo 46: Pierrot arrestado. El pan empaquetado con amor
20. Capítulo 47: Victoria! Revolucionando la industria del pan
21. Capítulos 48-49: “!Gran Pierrot detective! ¡Una reacción puedes poner tu vida encendido!”
22. Capítulo 50: Te mostrare el universo. el hombre que heredara el gopan
23. Capítulo 51: ¡Recogidos los ingredientes finales!¡La final más espectacular de toda la historia!
24. Capítulo 52: ¡Pierrot cruza las arenas del tiempo!

- ¡Batalla Yakitate 9!

1. Capítulo 53: ¡Una carta de desafío de Kirisaki!
2. Capítulo 54: ¡La batalla de pan en localidades!
3. Capítulo 55: ¡El despertar!¡Super Kuroyanagi!
4. Capítulo 56: ¡Kuroyanagi en peligro!¡Las reacciones perdidas!
5. Capítulo 57: ¡¡Uh mango!!¡El gran contraataque de CMAP!
6. Capítulo 58: ¡¡el amor rescatara también a Saito!!
7. Capítulos 59-60: ¡El especial de una hora del amor y la amistad!
8. Capítulo 61: "¡El secreto de Kanmuri!! Un arreglo de cuentas del atasco sin códigos morales!”
9. Capítulo 62: “¡El arreglo de cuentas del hermano!! El hombre de primera clase elegido por Dad!”
10. Capítulo 63: ¡Arreglo de cuentas del pan de la alga marina!! ¡la celebridad Estupendo-famosa ha aparecido!
11. Capítulo 64: "¡Un gusto tradicional!! El corazón que piensa en Japón es apenas uno!”
12. Capítulo 65: "¡La venganza temerosa!! El hombre del Panda aparece!”
13. Capítulo 66: "¡El pan cocido al vapor milagroso!! El día del Panda que se convirtió en un Panda!”
14. Capítulo 67: “El sol CONTRA. ¡La ventisca!! El último arreglo de cuentas agrio!”
15. Capítulo 68: "¿¡Esta es la trayectoria que debo tomar!? El camino del Loquat!”
16. Capítulo 69: "¿Quién dará con el pan verdaderamente delicioso? ¡El Japan, por siempre!”

## Especiales
1. Yakitate OST 1 y 2

### Actores de doblaje originales
- Kazuma Asuma: Yumiko Kobayashi
- Kyōsuke Kawachi: Shūhei Sakaguchi
- Tsukino Azusagawa: Chihiro Ōtsuka
- Matsushiro Ken: Tōchi Hiroki
- Ryō Kuroyanagi: Takehito Koyasu
- Kai Suwabara: Takayuki Sakazume
- Shigeru Kanmuri: Marina Inoue
- Kageto Kinoshita: Setsuji Satō
- Meister Kirisaki: Shō Hayami
- Yukino Azusagawa: Atsuko Yuya Atsuko

### Música
Apertura
1. Hōki Gumo (『ホウキ雲』) by Rythem (1-29)
2. Promise by TiA (30-53)
3. Chiisana Uta (『小さな詩』) by MARIA (54-69)

Cierre
1. Sunday by The Babystars (1-12)
2. To All Tha Dreamers by SOUL'd OUT (13-29)
3. Hummingbird (ハミングバード) by Little by Little (30-42)
4. Re: START by SURFACE (43-53)
5. Merry Go Round by Mai Hoshimura (54-62)
6. Kokoro Biidama (『ココロビーダマ』) by Rythem (63-68)
7. Hōki Gumo (『ホウキ雲』) by Rythem (69)

### Banda sonora
- Yakitate!! Japan Original Soundtrack, compuesta por Iwasaki Taku.